# Имани Роуз
Имани Роуз (на английски: Imani Rose) е американска порнографска актриса, родена на 8 юли 1986 година в Хейуърд, Калифорния. Дебютира като актриса в порнографската индустрия през 2009 година, на 23-годишна възраст.